# Фустер, Давид
Давид Фустер Торрихос (исп. David Fuster Torrijos; 3 февраля 1982, Олива, Испания) — испанский футболист, выступавший на позиции полузащитника.

## Карьера
В 22 года Фустер подписал контракт с «Вильярреалом», но на протяжении долгих лет играл только за «Вильярреал B».
В конце августа 2010 года подписал контракт с греческим «Олимпиакосом».
28 сентября 2011 года забил свой первый гол в Лиги чемпионов «Арсеналу», а 14 февраля 2012 года отличился в матче Лиги Европы против казанского «Рубина».

## Достижения
Олимпиакос (Пирей)
- Чемпион Греции: 2011/12, 2012/13, 2013/14, 2014/15, 2015/16
- Обладатель Кубка Греции: 2011/12, 2012/13, 2014/15